# Paravizin Hilty
Paravizin Hilty, auch Paravizin Hilti (* 6. oder 7. Dezember 1806 in Grabs; † 17. März 1866 in Baden; heimatberechtigt in Grabs), war ein Schweizer Politiker und Kaufmann.

## Leben

### Familie
Paravizin Hilty entstammt der einflussreichen Familie Hilty in Grabs. Er war der Sohn des Kaufmanns, Kapitäns und Bezirksrichters David Hilty und dessen Ehefrau Barbara (geb. Kubli). Sein Bruder Rudolf Hilty spielte ebenfalls eine bedeutende Rolle in der Gemeinschaft.
Paravizin Hilty heiratete in erster Ehe seine Cousine Katharina und war in zweiter Ehe mit deren Schwester Margreth, beides Töchter des Kaufmanns Hilty, verheiratet.
Er verstarb während eines Kuraufenthaltes in Baden und wurde in Buchs beigesetzt.

### Berufliches Wirken
Paravizin Hilty erhielt eine umfassende Ausbildung im väterlichen Geschäft, das er später gemeinsam mit seinem Bruder Rudolf übernahm. Er trat in die Fußstapfen seines Vaters und übernahm nach dessen Rücktritt das Familienunternehmen. Seine geschäftliche Tätigkeit prägte die wirtschaftliche Landschaft in Grabs und Umgebung.

### Politisches Wirken und gesellschaftliches Wirken.
Paravizin Hilty engagierte sich aktiv in der Politik. Von 1842 bis 1866 amtierte er für seinen zurückgetretenen Vater als Bezirksrichter in Werdenberg und war seit der zweiten Amtszeit bis zu seinem Tod Präsident des Bezirksgerichts; er war ab 1844 Ratschreiber und später Gemeindeammann in Buchs. Seine politischen Überzeugungen führten ihn in die Reihen der radikalen Liberalen der Richtung von Johann Baptist Weder im Kanton St. Gallen, wo er von 1834 bis 1853 im Grossrat saß. 1860 war er Mitglied des St. Galler Verfassungsrats. In den Jahren vom 3. Dezember 1860 bis zu seinem Tod war er Mitglied des Nationalrates, zunächst bei den Linken und ab 1863 der Mitte. Sein Nachfolger im Nationalrat war Gallus August Suter.
Er förderte die Entwicklung des Realschulwesens, was eine praktisch ausgerichtete Bildung für die Bevölkerung bedeutete und er war massgeblich an der Verbesserung des Straßenwesens im Bezirk Werdenberg beteiligt, was die wirtschaftliche und soziale Verbindung der Region stärkte.

### Militärisches Wirken
Paravizin Hilty erhielt den Rang eines Oberstleutnants und war Kommandant des Infanteriebataillons 63 während des Sonderbundskrieges; er führte den Titel Oberst. 1849 quittierte er den Dienst aus gesundheitlichen Gründen. Seine militärische Tätigkeit zeugte von seiner Loyalität.